# Андерссон, Карин Мамма
Карин Мамма Андерссон (швед. Karin Mamma Andersson, настоящее имя Anna Karin Andersson; род. 1962) — шведская художница.

## Биография
Родилась 28 февраля 1962 года в городе Лулео.
Карин рисовала с раннего возраста, и никто из членов семьи не интересовался искусством. Сначала изучала скульптуру в художественном колледже Konstfack в Стокгольме, но затем переключилась на живопись и продолжила обучение в Королевской академии изящных искусств в Стокгольме (1986—1993 годы). Псевдоним Mamma начала использовать еще в годы обучения в академии, что впоследствии стало её именем.
Карин Мамма Андерссон является членом шведской Королевской академии свободных искусств с 2002 года и почетным доктором философии Технологического университета Лулео с 2010 года.
Живёт и работает в Стокгольме.

### Личная жизнь
Андерссон стала матерью еще во время учебы и в настоящее время имеет двух сыновей от художника Джокума Нордстрёма.

## Творчество
Картины Маммы Андерссон изображают домашние интерьеры, пейзажи и жанровые сцены. Она постоянно выставляется. Музей современного искусства в Стокгольме провел большую персональную выставку её работ в 2007 году. Некоторые работы художницы были выставлены в мастерской Crown Point Press в Сан-Франциско весной 2009 года. В 2010 году Андерссон экспонировалась в Aspen Art Museum, Аспен, штат Колорадо. Ее работы была предметом персональной выставки в Museum Haus Esters в Крефельде, Германия в 2011 году. 
Работы Карин Маммы Андерссон находятся во многих музеях мира, в частности, в США: Музей искусств Далласа, Музей современного искусства (Лос-Анджелес), Нью-Йоркский музей современного искусства; в Швеции: Художественный музей Мальмё, Музей современного искусства (Стокгольм), Гётеборгский художественный музей, Художественный музей в Вестеросе.

## Награды
- 1997 – Ester Lindahls (стипендиат)
- 2006 – Carnegie Art Awards
- 2016 – Per Ganneviks (стипендиат)